# Song Lãng
Song Lãng là một xã cũ của huyện Vũ Thư, tỉnh Thái Bình, Việt Nam.

## Vị trí địa lý
Song Lãng nằm ở bờ Nam sông Trà Lý, tiếp giáp các xã Hiệp Hòa ở phía Tây Bắc và Tây, Việt Hùng ở phía Tây Nam, Dũng Nghĩa ở phía Nam, Minh Khai ở phía Đông Nam, và Minh Lãng ở phía Đông. Phía Đông Bắc, Song Lãng giáp với xã Hồng Giang huyện Đông Hưng, ranh giới là sông Trà Lý.
Đường 223 chạy theo hướng Đông Đông Nam-Tây Tây Bắc, từ thành phố Thái Bình sang huyện Hưng Hà, cắt ngang qua xã, chia xã làm 2 nửa. Ủy ban Nhân dân xã nằm trên ngã tư đường 223 với trục đường liên xã.

## Lịch sử
Vào đầu thế kỷ 19, đất Song Lãng là hai xã Ngoại Lãng, Văn Lãng của tổng Vô Ngại huyện Thư Trì phủ Kiến Xương trấn Sơn Nam Hạ.
Song Lãng gồm hai làng Ngoại Lãng (nằm ở phần phía Bắc, có các thôn Hội, Trung, Ba, Bạch Mã) và Văn Lãng (nằm ở phần phía Nam), (ngoài ra có thời kỳ Song Lãng được nhập thêm làng Phú Mãn (của tổng Nội Lãng) nằm giáp ranh giữa Song Lãng với Minh Lãng.
Đến năm 1831, nhà Nguyễn bỏ trấn lập tỉnh, thì Song Lãng cùng toàn phủ Kiến Xương thuộc tỉnh Nam Định nhà Nguyễn.
Năm 1890, thành lập tỉnh Thái Bình tách từ tỉnh Nam Định, thì Song Lãng thuộc huyện Thư Trì tỉnh Thái Bình.
Sau này, huyện Thư Trì sáp nhập với Vũ Tiên thành huyện Vũ Thư, thì Song Lãng thành xã nằm ở phía Bắc xã mới.
Theo Nghị quyết số 1666/NQ-UBTVQH15 ra tháng 6 năm 2025, sáp nhập tỉnh Thái Bình vào tỉnh Hưng Yên, giải thể đơn vị hành chính cấp huyện là Vũ Thư. Thành lập xã Thư Trì trên cơ sở hợp nhất diện tích tự nhiên và dân số của các đơn vị hành chính cấp xã của huyện này là Song Lãng, Hiệp Hòa và Minh Lãng.

## Danh nhân

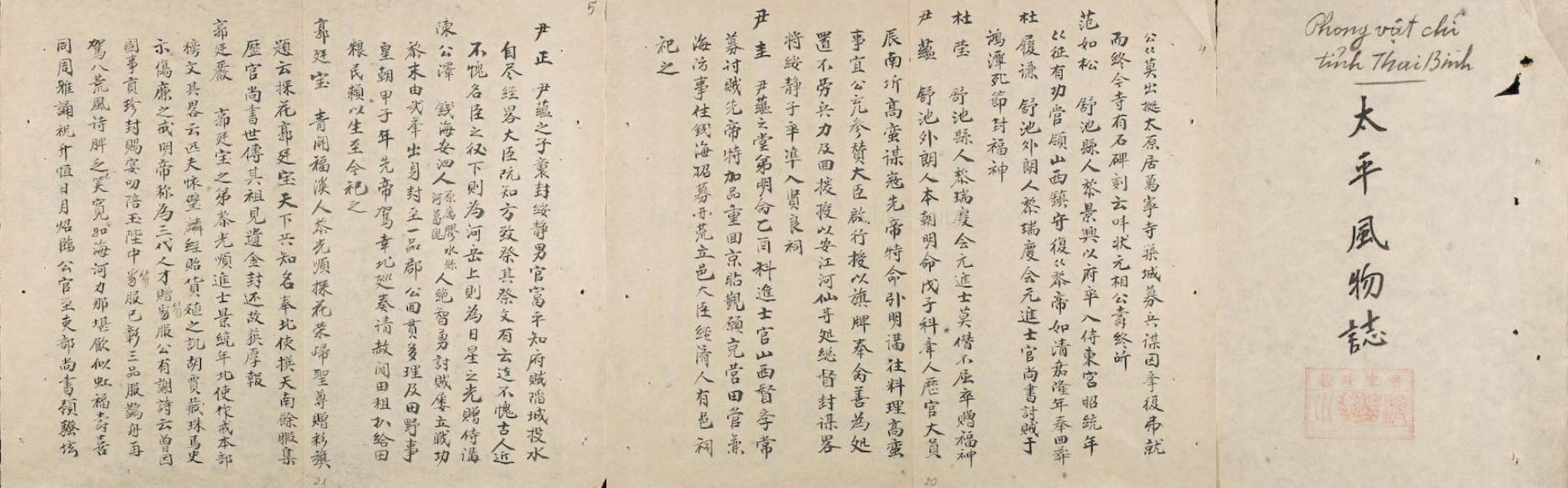
Các danh nhân đất Song Lãng thời trước khi lập tỉnh Thái Bình (năm 1890) được viết trong sách Thái Bình phong vật chí.

- Đỗ Đô (1042-?) thiền sư phái Thảo Đường (nhà Lý) với pháp danh Đạt Mạn.
- Trần Củng Uyên (1470-?), Đệ tam giáp Tiến sĩ năm 1496 (niên hiệu Hồng Đức 27).
- Đỗ Lý Khiêm, Trạng nguyên (năm 1499, thời Lê sơ)[7]. Đỗ Lý Khiêm (cùng với Phạm Đôn Lễ) là một trong hai trạng nguyên có quê thuộc tỉnh Thái Bình ngày nay.
- Đỗ Oánh (tức Đỗ Vinh[8]), Đệ tam giáp Tiến sĩ Hội nguyên (năm 1508, thời Lê sơ), em trai Đỗ Lý Khiêm (hai anh em cùng đỗ đầu các kỳ thi nho học).
- Doãn Uẩn (1795-1850), tướng nhà Nguyễn, tổng đốc An Giang-Hà Tiên.
- Doãn Khuê (1813-1878), đệ tam giáp Tiến sĩ (năm 1838), em họ Doãn Uẩn.